# …And Justice for All (utwór)
…And Justice for All – drugi utwór na albumie …And Justice for All (z 1988 roku) amerykańskiego zespołu heavymetalowego Metallica. Jest on pierwszym z czterech singli z tego albumu oraz jedynym wydanym wyłącznie jako singel promocyjny.
Kompozytorami "…And Justice for All" są James Hetfield, Lars Ulrich i Kirk Hammett. Piosenka utrzymywana jest w średnim tempie, które często się zmienia. Kompozycja utworu jest bardzo złożona, składa się z wielu riffów. Uwagę zwraca agresywny wokal Hetfielda. Jest to jeden z najbardziej rozbudowanych utworów zespołu.

## Tekst
Tekst utworu napisany przez frontmana zespołu skierowany jest w stronę amerykańskiego wymiaru sprawiedliwości, który nie zapewnia wolności i sprawiedliwości wszystkim, tylko ludziom, którzy są na tyle bogaci, że ich na nią stać. Piosenka mówi o tym, że w sądach nie docieka się już prawdy, a w procesach zwyciężają ci, którzy więcej zapłacą swoim prawnikom. Drogę do wolności otwiera pieniądz, a nie prawda, ludzie biedni nie mają żadnych szans na wygranie w sądzie, nawet jeśli wszystkie racje są po ich stronie. Jest to jeden z wielu utworów tego zespołu, który ukazuje naruszanie i ograniczanie swobód jednostki przez ludzi posiadających władzę. 
Innymi utworami zespołu o tej tematyce są m.in. "Eye of the Beholder", "The Shortest Straw" i "Don't Tread on Me". Tytuł jak i tekst utworu ma prawdopodobnie swoje źródło w filmie Normana Jewisona …And Justice for All z 1979 roku.

## Budowa utworu
W studyjnej wersji piosenki nie słychać partii basowych. Zostały one wyciszone do tego stopnia, że są prawie niesłyszalne. Stało się tak we wszystkich utworach z albumu …And Justice for All oprócz wstępu do "Blackened" oraz instrumentalnego "To Live Is to Die" do którego partie napisał Cliff Burton (zm. 27 września 1986). Zespół uznał, że materiał napisany przez Newsteda był zbyt podobny do tego, który skomponował Hetfield i nie wnosi nic nowego do utworu. Dlatego został wyciszony.
Według Jamesa Hetfielda, piosenka nie powinna trwać prawie 10 minut. Uważa on, że to bardzo osłabia utwór poprzez nadmiar niepotrzebnych szczegółów.

## Utwór na koncertach
Utwór często grany jest na koncertach, jednak nie w całości. Z reguły wchodzi w skład tzw. "Justice Medley" wraz z innymi utworami z albumu. Połączone fragmenty piosenek dają jeden utwór. Taka mieszanka znalazła się m.in. na Live Shit: Binge & Purge.

## Lista utworów

### Tłoczenie próbne i 12-calowapłyta gramofonowa

#### Strona A
1. "…And Justice for All" [skrócona wersja] – 5:58

#### Strona B
1. "…And Justice for All" [pełna wersja] – 9:46

### Single CD
1. "…And Justice for All" [skrócona wersja] – 5:58
2. "…And Justice for All" [pełna wersja] – 9:46

- Kompozytorami utworu są James Hetfield, Lars Ulrich, i Kirk Hammett.

## Twórcy

### Wykonawcy
- James Hetfield – śpiew, gitara rytmiczna
- Lars Ulrich – perkusja
- Kirk Hammett – gitara prowadząca
- Jason Newsted – gitara basowa

### Produkcja
- Utwór nagrywany był od 28 stycznia do 1 maja 1988 w studiach nagraniowych One on One Studios w Los Angeles, Stany Zjednoczone
  - Metallica i Flemming Rasmussen – producenci
  - Flemming Rasmussen – inżynier dźwięku
  - Toby Wright – asystent i dodatkowe inżynierie
- Utwór był miksowany w czerwcu 1988 w studiach Bearsville Studios w Nowym Jorku, Stany Zjednoczone
  - Steve Thompson i Michael Barbiero – miksowanie
- Utwór był masterowany w Masterdisku w Nowym Jorku
  - Bob Ludwig – masterowanie

## Wydania singla

### Tłoczenie próbne
| Kraj wydania      | Wydawca         | Rok wydania | Numer katalogowy | Uwagi                                                                                         |
| ----------------- | --------------- | ----------- | ---------------- | --------------------------------------------------------------------------------------------- |
| Stany Zjednoczone | Elektra Records | 1988        | ST-ED-5396       | 12-calowe winyle, prawdopodobnie 100-150 kopii, niektóre zostały wysłane do stacji radiowych. |

### 12-calowapłyta gramofonowa
| Kraj wydania      | Wydawca         | Rok wydania | Numer katalogowy | Uwagi                                  |
| ----------------- | --------------- | ----------- | ---------------- | -------------------------------------- |
| Stany Zjednoczone | Elektra Records | 1988        | ED 5396          | Zapakowane w okładkę wytwórni Elektra. |

### Single CD
| Kraj wydania      | Wydawca         | Rok wydania | Numer katalogowy |
| ----------------- | --------------- | ----------- | ---------------- |
| Stany Zjednoczone | Elektra Records | 1988        | PR 8099          |